# Myotis ater
Myotis ater е вид бозайник от семейство Гладконоси прилепи (Vespertilionidae).

## Разпространение
Видът е разпространен във Виетнам, Индонезия (Калимантан, Малуку, Сулавеси и Суматра), Малайзия, Тайланд и Филипини.